# Major Indoor Soccer League II
|  | No s'ha de confondre amb Major Indoor Soccer League I o Major Indoor Soccer League III. |

La Major Indoor Soccer League (MISL) fou una competició futbolística professional indoor disputada per clubs dels Estats Units i Mèxic que estigué activa entre 2001 i 2008.
Era membre de United States Soccer Federation i FIFA, i reemplaçà la NPSL que desaparegué el 2001. Desaparegué el 2008. Tots els equips de la lliga passaren a les noves competicions indoor creades: NISL, PASL i XSL.

## Historial
Fonts:
| Temporada | Campió            | Sèries | Finalista          | Seu                    |
| --------- | ----------------- | ------ | ------------------ | ---------------------- |
| 2001-02   | Philadelphia KiXX | 2-1    | Milwaukee Wave     | Milwaukee/Philadelphia |
| 2002-03   | Baltimore Blast   | 2-1    | Milwaukee Wave     | Baltimore/Milwaukee    |
| 2003-04   | Baltimore Blast   | 3-0    | Milwaukee Wave     | Baltimore/Milwaukee    |
| 2004-05   | Milwaukee Wave    | 2-0    | Cleveland Force    | Milwaukee/St. Louis    |
| 2005-06   | Baltimore Blast   | 2-1    | St. Louis Steamers | Baltimore/St. Louis    |
| 2006-07   | Philadelphia KiXX | 1-0    | Detroit Ignition   | Detroit                |
| 2007-08   | Baltimore Blast   | 1-0    | Monterrey La Raza  | Milwaukee              |